# 정동고등학교
정동고등학교(正東高等學校)는 대한민국 대구광역시 동구 용계동에 위치한 사립 고등학교이다.

## 학교 연혁
- 1979년 4월 16일 : 학교법인 호산 교육 재단 설립 (설립자 및 초대 이사장 김정수)
- 1980년 11월 30일 : 서관 건물 준공(36개 교실)
- 1981년 1월 15일 : 정동고등학교 문교부 설립 인가(24학급)
- 1981년 3월 1일 : 초대 박수국 교장 취임
- 1981년 3월 5일 : 개교 및 입학식 거행(8학급 480명)
- 1983년 1월 25일 : 동관 건물 준공(24개 교실)
- 1984년 2월 9일 : 제1회 졸업식(412명)
- 1984년 11월 17일 : 테니스장 준공
- 1988년 2월 9일 : 강당 겸 체육관(호산관) 준공
- 1998년 1월 21일 : 멀티미디어실 준공
- 2008년 1월 22일 : 학교법인 호산교육재단 김원경 이사장 취임
- 2013년 8월 23일 : 운동장 인조 잔디 공사 준공
- 2017년 3월 1일 : 제6대 배종열 교장 취임
- 2022년 2월 8일 : 제39회 졸업식(182명) 졸업생 총수 16,189명

## 참고 자료
- 정동고등학교 - 한국교육학술정보원 학교알리미